# Lay's
Lay's è un marchio di patatine prodotte e commercializzate dalla PepsiCo.

## Storia
Nel 1932, il venditore Herman Lay ha aperto un alimentari a Dorset, Ohio; e nel 1938 acquista l'Atlanta Baker Food Company di Atlanta, in Georgia, denominandola "HW Lay Lingo & Company". L'attività ha abbreviato il suo nome in "La Lay's Lingo Company" nel 1944 e divenne il primo produttore di snack per l'acquisto di spot televisivi, con Bert Lahr come portavoce.
Nel 1965, Frito-Lay si è fusa con la società Pepsi-Cola per formare PepsiCo. Nel 1991 è stata introdotta una nuova formulazione di patatine, più nitida e più fresca. Poco dopo, l'azienda ha introdotto i prodotti "Wavy Lays".
I prodotti Frito-Lay attualmente controllano il 59% del mercato degli spuntini gastronomici degli Stati Uniti.
Nel 2014 il brand Lay's è commercializzato in Italia.
Dal 2015 Lay's è uno degli sponsor della Champions League, con Lionel Messi come testimonial.